# Bindougou
Bindougou är en ort i Burkina Faso.   Den ligger i regionen Boucle du Mouhoun, i den västra delen av landet, 220 kilometer väster om huvudstaden Ouagadougou. Bindougou ligger 280 meter över havet och antalet invånare är 2 864.
Terrängen runt Bindougou är mycket platt. Närmaste större samhälle är Dédougou, 15,1 kilometer öster om Bindougou.
Omgivningarna runt Bindougou är en mosaik av jordbruksmark och naturlig växtlighet. Runt Bindougou är det ganska glesbefolkat, med 47 invånare per kvadratkilometer.